# Fannie Lou Hamer
Fannie Lou Hamer, geboren Fannie Lou Townsend, (Montgomery County (Mississippi), 6 oktober 1917 – Mound Bayou, 14 maart 1977) was een Amerikaans activiste voor Afro-Amerikaanse burgerrechten en vrouwenrechten. Ze kreeg grote bekendheid vanwege haar getuigenis op de Democratische Nationale Conventie in 1964, waarin ze het racisme en de discriminatie beschreef waarmee ze was geconfronteerd nadat ze zich had geprobeerd te registreren om te stemmen. Vanwege haar gelijktijdige strijd voor gelijke rechten voor mannen en vrouwen, wordt ze ook gerekend tot het black feminism (zwart feminisme).

## Jonge jaren
Hamer werd geboren in Montgomery County in de staat Mississippi als jongste in een gezin met twintig kinderen. In 1919 verhuisde het gezin naar Sunflower County, waar vader James Lee Townsend en moeder Lou Ella Bramlett Townsend als sharecroppers op een katoenplantage gingen werken. Hamers vader was daarnaast werkzaam als predikant in een baptistenkerk en haar moeder als huishoudster. Soms hielp haar moeder bij de slacht van varkens, waarvan ze een deel mee kreeg als eten voor het gezin. Het gezin woonde in een bij elkaar gehouden houten keet met een tinnen dak, waarin geslapen werd op bedden van droog gras en maisschillen. Er was geen werkend toilet of stromend water. Fannie Lou memoreerde dat ze pas op hoge leeftijd haar eerste schoenen kreeg en veel honger had geleden. Regelmatig had ze 's nachts dromen over eten. Ook raakte ze besmet met polio, waar ze haar hele leven verzwakking van ondervond. Hamer beschreef haar jeugd later als 'worse than hard'.
Op haar zesde begon Hamer te werken op de plantage. De slinkse manier waarop ze hiertoe werd aangezet, beschouwde ze achteraf als haar lot alsook als verraad. Toen ze als kind aan het spelen was, kwam de landeigenaar langs. Hij sprak de jonge, hongerige Hamer aan en bood een beloning van onder meer sardientjes en kaas, als ze dertig pond katoen zou plukken. Na een week was ze klaar en inde ze haar beloning. Ze realiseerde zich echter al heel snel dat deze werkwijze bedoeld was om haar op de plantage aan het werk te krijgen waar ze nooit meer vanaf zou komen vanwege de nooit stoppende afhankelijkheid en voortdurende schulden.
Vanwege het werk op de plantage kon Hamer in principe alleen buiten de oogsttijd naar school, van december tot maart. Ze had een overwegend fijne schooltijd en leerde goed. Ze stond erom bekend goed te kunnen spellen en interesseerde zich voor poëzie. Op haar twaalfde moest ze haar schooltijd vanwege de economische situatie beëindigen.
Ze had een liefhebbende moeder, die dagelijks bad dat haar kinderen de volwassen leeftijd mochten bereiken. Ook liep zij veelal in versleten kleding om geld uit te sparen voor materiaal om de kleding van haar kinderen te herstellen. Fannie Lou keek dagelijks toe hoe haar moeder van het land kwam. In zich opnemend in welke omstandigheden zij leefden terwijl witte mensen een leven leken te leiden zonder werkdruk, honger en ellendige leefomstandigheden, vroeg Fannie Lou haar moeder op een dag waarom zij niet wit waren. Zij reageerde door Fannie Lou op het hart te drukken respect voor zichzelf te hebben als zwarte vrouw, en stelde dat als zij zichzelf respecteerde anderen op den duur ook respect voor haar zouden moeten krijgen. Hamer zou later haar moeders combinatie van zelfopoffering en zelfrespect als inspiratie gebruiken voor de positie en houding van de Afro-Amerikaanse bevolking.

## Ontwikkeling en gezinsvorming

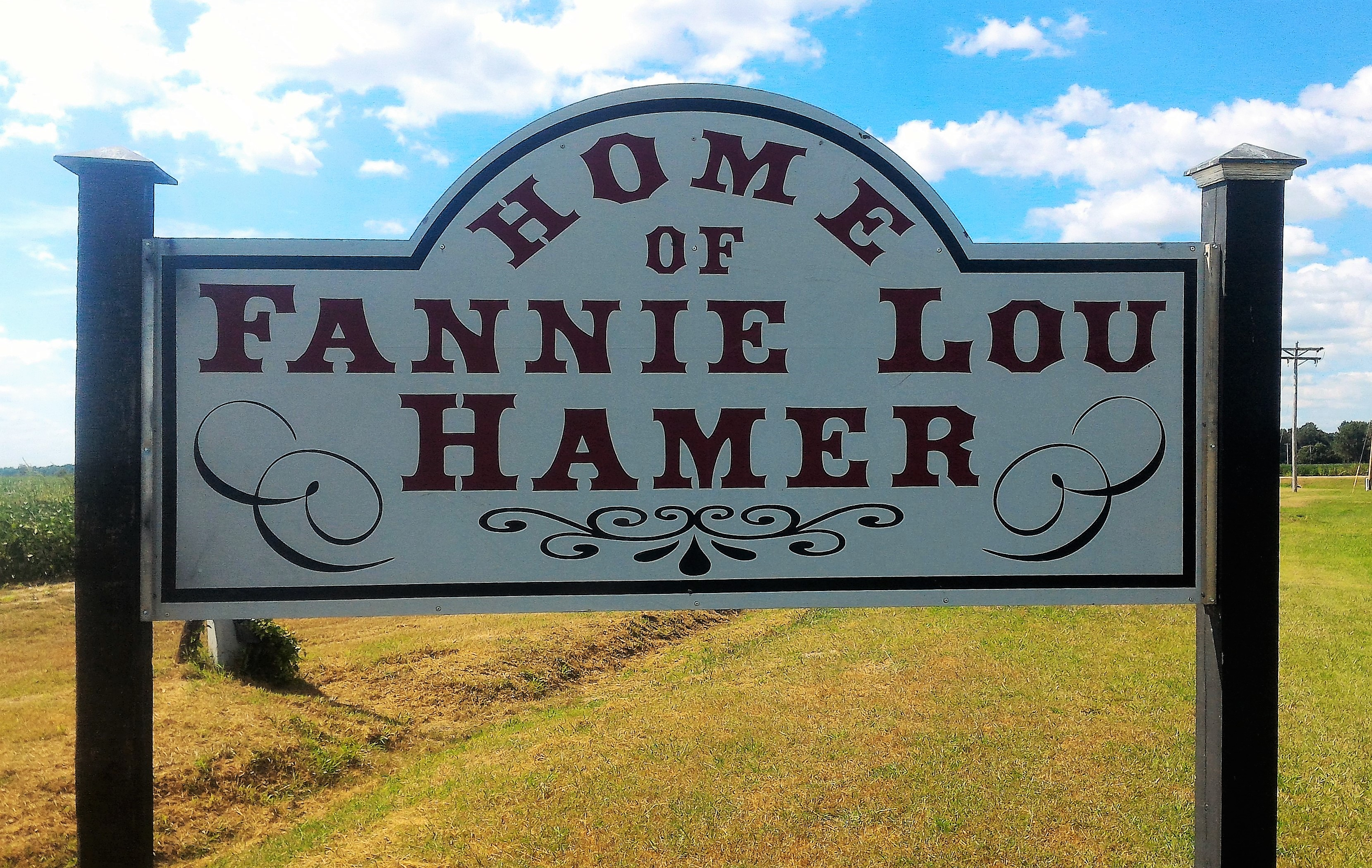
Herinneringsbord aan Fannie Lou Hamer aan de US49W, bij de entree van Ruleville.

Hamer was een gelovige vrouw, en haar deelname aan Bijbelstudies zorgde ervoor dat ze haar taalbeheersing na haar beperkte scholing verder ontwikkelde. Toen W.D. Marlow, de eigenaar van een plantage vlak bij Ruleville, doorkreeg dat Hamer op niveau kon lezen en schrijven, gaf hij haar in 1944 de mogelijkheid om als sharecropper en boekhoudster aan de slag te gaan op zijn plantage. Het is mogelijk geen toeval dat ze op deze plantage werk vond en er haar toekomstige man, Perry Hamer, ontmoette. Perry, door Hamer 'Pap' genoemd, was in 1932 op deze plantage aan de slag gegaan als sharecropper, tractorchauffeur en monteur. Daarnaast was hij een jukejoint begonnen waar zwarte sharecroppers samenkwamen om te dansen, drinken en muziek te luisteren. Hier heeft Fannie Lou mogelijk eerder kennisgemaakt met Perry. Hoewel Fannie Lou er zelf met geen woord over gesproken heeft, zijn er bronnen die vermelden dat Fannie Lou al getrouwd was en de relatie met Perry dus een buitenechtelijke was. Vast staat dat Fannie Lou en Perry in 1945 met elkaar trouwden. Fannie Lou bleek als boekhoudster ook uitstekend wiskundig onderlegd, en ze werd door zowel landeigenaars als sharecroppers gerespecteerd. Van 1951 trok Hamers moeder Lou Ella bij Fannie Lou en Perry in, waar ze tot haar dood in 1961 bleef wonen.
Nadat meerdere pogingen van Fannie Lou en Perry om zwanger te raken waren mislukt, adopteerden ze in 1954 twee meisjes, de 9-jarige Dorothy Jean en de vijf maanden jonge Virgie Ree. De eigen families konden onvoldoende zorg voor deze meisjes dragen, bij Virgie Ree mede door de hoge zorgkosten voor brandwonden. In 1961 werd Hamer bij een kleine operatie zonder haar medeweten en toestemming gesteriliseerd. Deze 'procedure', die veel voorkwam en als 'Mississippi-blindedarmoperatie' bekendstond, werd volgens haar op circa 6 van de 10 zwarte vrouwen die het ziekenhuis in North Sunflower County bezochten toegepast. Dit was voor Hamer een belangrijke aanleiding om publiek op te komen voor de rechten van de Afro-Amerikaanse bevolking.
De oudste van de adoptiedochters, Dorothy Jean, overleed nadat ze zelf twee kinderen op de wereld had gezet, en haar man keerde gewond terug van de Vietnamoorlog. Hierop adopteerden Fannie Lou en Perry in 1969 ook deze twee kleindochters.

## Eerste poging tot stemregistratie
In augustus 1962 was Hamer aanwezig op een bijeenkomst over stemrechten die in een kerk in Ruleville was belegd door het Student Nonviolent Coordinating Committee (SNCC), met onder meer James Forman. Tot dat moment had de vierenveertigjarige Hamer er niet bij stilgestaan dat de zwarte gemeenschap ook het recht had om te stemmen. Op de vraag wie er de volgende dag mee zou gaan om zich te registreren, stak ze resoluut haar hand op. Ze had wel in de gaten dat dit consequenties en in het ergste geval zelfs de dood als gevolg kon hebben, maar had het gevoel dat ze al haar hele leven steeds 'een beetje dood' was gemaakt. Ze was altijd bewust geweest van de armoede en de onrechtvaardigheid waarmee de zwarte bevolking te kampen had, en ze was vastberaden om bestuurders die niets aan die situatie deden door middel van haar stem af te zetten.
De dag erop, op 31 augustus 1962, ging ze samen met zeventien anderen in een bus naar Indianola, de county seat, om zich voor stemming te laten registreren. De hele groep zakte echter voor de literacy test. Op de terugweg werd de buschauffeur gearresteerd omdat de kleur van de bus naar oordeel van de agenten te dicht bij schoolbusgeel lag, waardoor het onderscheid daarmee onvoldoende duidelijk was. Dit had echter bij het veelvuldig gebruik voor het transport van katoenplukkers nooit een probleem opgeleverd. De chauffeur kreeg een boete van 100 dollar, maar kon dat niet betalen. Het reisgezelschap begreep niet goed wat er aan de hand was, maar had het bedrag evenmin. Omdat de agenten er niet op zaten te wachten de hele groep te arresteren werd de boete verlaagd naar 30 dollar, dat de reizigers betaalden.
Bij thuiskomst hoorde Hamer van landeigenaar Marlow dat ze haar registratie moest intrekken, omdat Mississippi er volgens hem nog niet klaar voor was dat de zwarte gemeenschap zou stemmen. Ze reageerde met: "I didn’t go down there to register for you. I went down to register for myself." (Ik ben daar niet voor jou heen gegaan om te registreren. Ik ging er voor mijzelf heen om te registreren.) Deze zinnen zou ze in haar speeches nog vaak herhalen. Marlow ontsloeg Hamer hierop direct, nadat ze achttien jaar op de plantage gewerkt had. Omdat ze bekend was met de mogelijke represailles van mensen uit de omgeving, besloot ze tijdelijk bij vrienden in te trekken. Tien dagen daarop volgde een regen van kogels op het schuiladres, en ook een ander huis in Ruleville werd beschoten. In de tijd hierna zocht ze op diverse andere adressen onderdak.

## Field secretary en hechtenis
Na meerdere pogingen slaagde Hamer in januari 1963 voor de literacy test, waarmee ze een geregistreerd stemmer werd. Ze ging werken als Field secretary bij het SNCC. Als zodanig nam ze deel aan een cursus over stemregistraties, die werd geleid door Annell Ponder, Field supervisor van de Southern Christian Leadership Conference (SCLC). Op 3 juni van dat jaar reisde ze per bus met een groep richting Charleston om een training voor stemregistratieleraren bij te wonen. Hierin werden specifieke moeilijkheden in het proces behandeld, zoals de literacy test.
Op de terugreis op 9 juni voelde het gezelschap zich steeds minder op zijn gemak. Dit kwam met name doordat de buschauffeur in elke kleine plaats uitstapte om een telefoontje te plegen. De groep stopte voor een pauze bij een eetgelegenheid. Vanwege de beperkte tijd voor de tussenstop bleven zes van hen, waaronder Hamer, achter in de bus. De groepsleden die naar binnen gingen voelden naast de behoefte om te eten ook de aandrang om de sociale confrontatie aan te gaan; in het bijzonder wilden ze controleren of de door het Interstate Commerce Commission ingestelde verbod op gesegregeerde busterminals wel werd gehandhaafd. Ponder was goed op de hoogte van de veranderingen omtrent de Jim Crow-wetten, en nadat werd geweigerd om de groep eten te serveren volgden woordenwisselingen. Een getipte politieagent en highway patrol-beambte grepen hierop in. Omdat ook zij in hun handelen niet de nieuw ingestelde regels volgden, begonnen de groepsleden identiteiten en kentekennummers te noteren. Toen de dienders dit merkten, werden ze woedend. De hele groep die mee naar binnen was gegaan, werd hierop gearresteerd. Hamer had zich grotendeels afzijdig gehouden, en zat op het moment van de arrestatie in de bus. Omdat de groepsleden vooraf hadden afgesproken om coulant met elkaar te zijn, kwam Hamer uit de bus om aan de groep toestemming te vragen om met de andere achtergebleven personen in de bus de terugreis naar Greenwood te vervolgen. Hierop werd zij echter ook gearresteerd. 
De groep werd meegenomen naar de gevangenis in Winona. Hier volgde wat Hamer later het gruwelijkste moment uit haar leven noemde. Gedurende uren werden de groepsleden een voor een in afzondering zwaar mishandeld. Agenten verplichtten andere zwarte gevangenen daarbij om Hamer met een wapenstok te slaan en misbruikten haar. Na de mishandeling waren haar gezicht en rug zo pijnlijk en gezwollen, dat ze niet kon liggen. Daarnaast kon ze haar handen vanwege zwellingen nauwelijks bewegen en kreeg ze koorts.
Op 11 juni werden voor de rechtbank in Winona alle zeven gevangenen onschuldig gepleit. Op 13 juni werd de groep uit de gevangenis vrijgelaten dankzij medewerkers van SNCC en SCLC, waaronder Andrew Young. Saillant was dat de groep gevangen zat tijdens drie belangrijke gebeurtenissen in de burgerrechtengeschiedenis van de Verenigde Staten: de Stand in the Schoolhouse Door-actie op 11 juni op 200 mijl ten oosten van Winona, de op radio en televisie uitgezonden toespraak op dezelfde dag van de Amerikaanse president John F. Kennedy waarin hij burgerrechtenactivisten een hart onder de riem stak, en de moord op studentactivist Medgar Evers op 12 juni, slechts 100 mijl ten zuiden van Winona.
Hamer werd direct naar een dichtbijgelegen ziekenhuis in Greenwood gebracht. Haar verwondingen waren echter zo ernstig, dat ze (op kosten van het SCLC) naar een ziekenhuis in Atlanta werd gebracht. Hier verbleef ze enkele weken. Vervolgens ontweek ze nog tijden contact met haar kinderen en man, omdat ze die niet met haar door de mishandelingen misvormde gezicht wilde confronteren. Enkel haar zus Laura kreeg haar in deze tijd te zien; zij vertelde later dat ze Fannie Lou nauwelijks herkende. Hamer is nooit volledig genezen van de verwondingen.
In de rechtszaak tegen de agenten getuigden alle zeven groepsdeelnemers, de betrokken FBI-agenten en de twee gevangenen die onder dwang stokslagen hadden uitgedeeld. Een dokter schreef een getuigenis over zijn onderzoek naar het letsel van Hamer en Ponder. De betrokken agenten werden vrijgesproken. De jury bestond volledig uit witte mannen uit Mississippi.

## Democratische Nationale Conventie (1964)

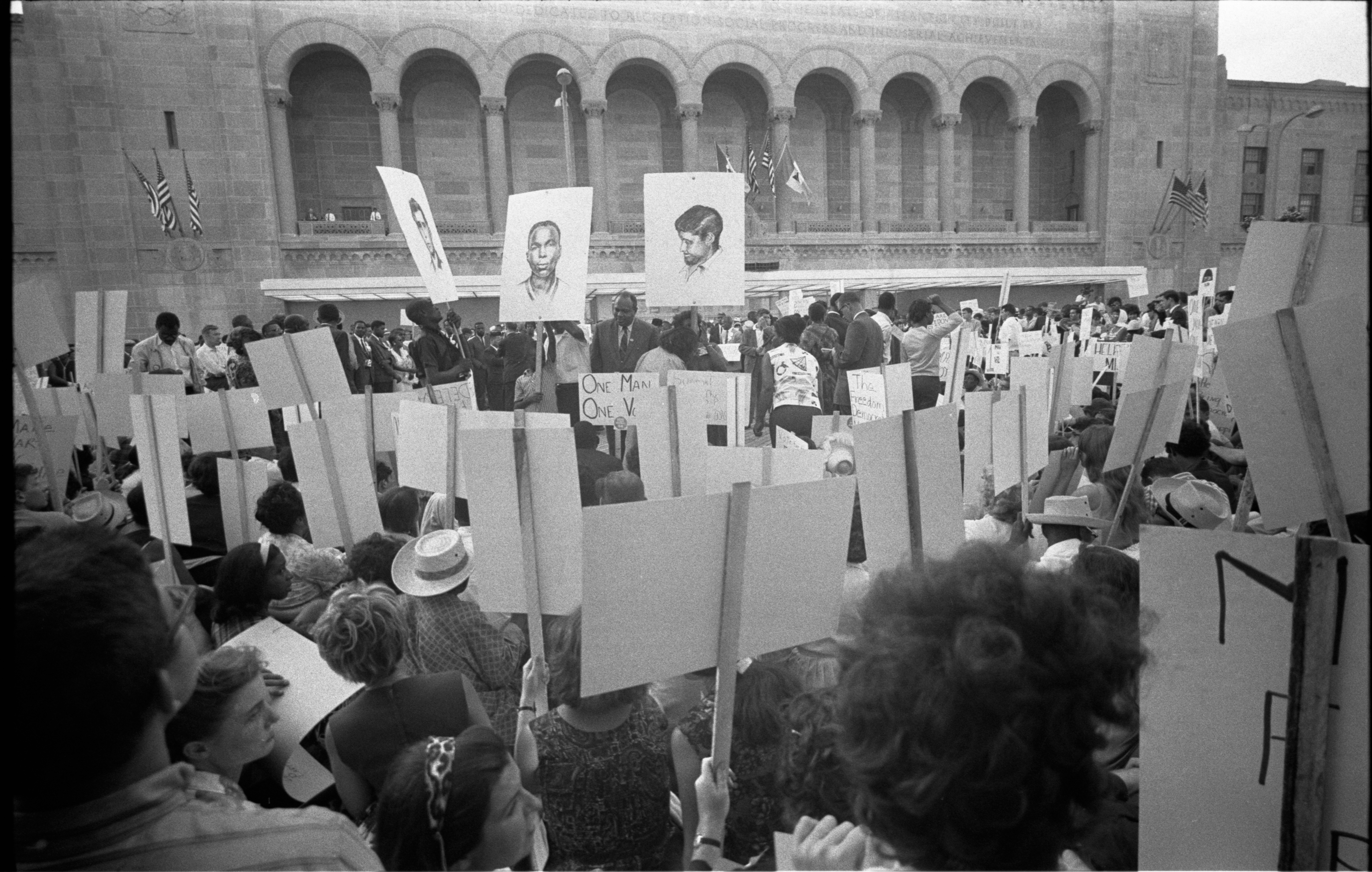
Buiten bij de Nationale Conventie voerden aanhangers van de Mississippi Freedom Democratic Party protest, onder meer met de slogan "One Man, One Vote".

In 1964 richtte Hamer samen met Ella Baker en Bob Moses de Mississippi Freedom Democratic Party (MFDP) op. In maart stelde ze zich, na enkele strubbelingen, als eerste Afro-Amerikaanse vrouw in Mississippi verkiesbaar voor het Amerikaanse Congres. Als vertegenwoordiger van de partij getuigde ze in augustus van dat jaar op de Democratische Nationale Conventie in Atlantic City (New Jersey), een conventie die live op televisie werd uitgezonden en waar ook Martin Luther King aanwezig was. Het doel van de aanwezigheid was het pleiten voor een gemengde Mississippi-delegatie, met het oog op het feit dat door de continue stemdiscriminatie de bestaande, volledig witte delegatie niet representatief was voor het volk van Mississippi. Toen Hamer net was begonnen met haar verhaal, werd bij de media bekend dat president Lyndon B. Johnson op datzelfde moment een persconferentie hield. Omdat de media ervan uitgingen dat de nieuwe vicepresident zou worden bekendgemaakt, schakelden ze direct over naar het Witte Huis in Washington D.C. In de persconferentie schonk Johnson echter alleen aandacht aan het feit dat negen maanden ervoor de moordaanslag op president Kennedy had plaatsgevonden. Bijzondere aandacht ging uit naar gouverneur John Connally, die bij de aanslag eveneens was beschoten, maar deze had overleefd en als gouverneur was aangebleven. Toen de persconferentie ten einde was, was ook Hamer klaar met haar getuigenis. Door deze samenloop en bijzondere aanleiding voor een persconferentie, werd het beleg ervan door velen als een bewuste zet van de president gezien om de aandacht van Hamers getuigenis af te leiden. Hierop zonden de media Hamers getuigenis echter alsnog primetime en meerdere malen uit, waardoor er des te meer aandacht voor haar verhaal kwam.
Na het delen van de gruwelijkheden die haar en anderen die zich wilden registreren waren aangedaan, besloot Hamer emotioneel:

All of this is on account of we want to register, to become first-class citizens. And if the Freedom Democratic Party is not seated now, I question America. Is this America, the land of the free and the home of the brave, where we have to sleep with our telephones off the hooks because our lives be threatened daily, because we want to live as decent human beings, in America?
Thank you.

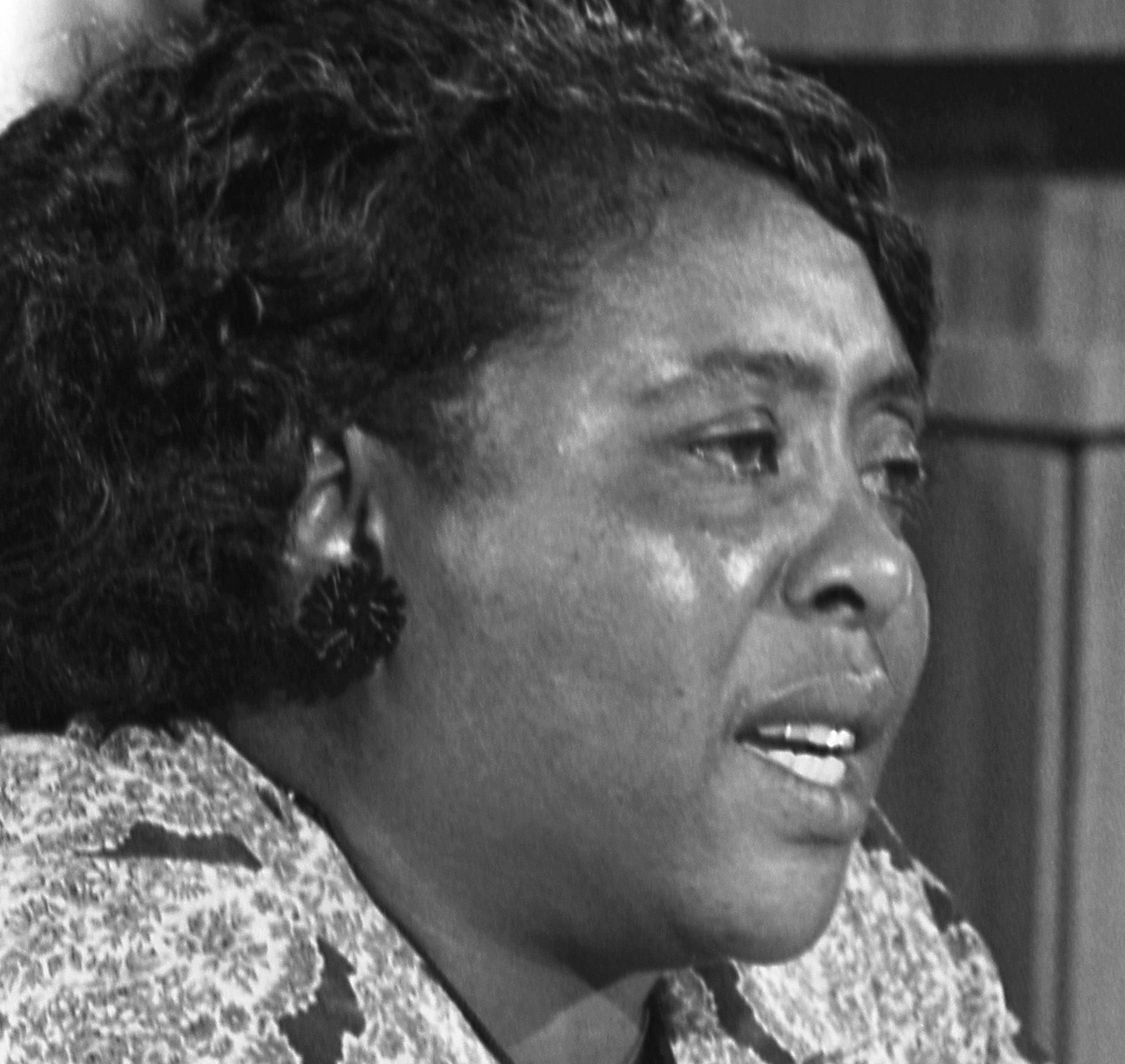
Fannie Lou Hamer tijdens haar getuigenis

(Vertaling: Dit komt allemaal omdat we ons willen laten inschrijven op de kiezerslijst, om een eersteklas burger te worden. Als de Vrijheidspartij voor Democratie nu geen zetel krijgt, twijfel ik aan Amerika. Is dit Amerika, het land van vrije en dappere mensen, waar we met de telefoon aan de haak moeten slapen omdat ons leven dagelijks wordt bedreigd omdat we als fatsoenlijke mensen in Amerika willen leven?
Dank u.)
— Fannie Lou Hamer (1964), slot van haar getuigenis.

## Latere jaren

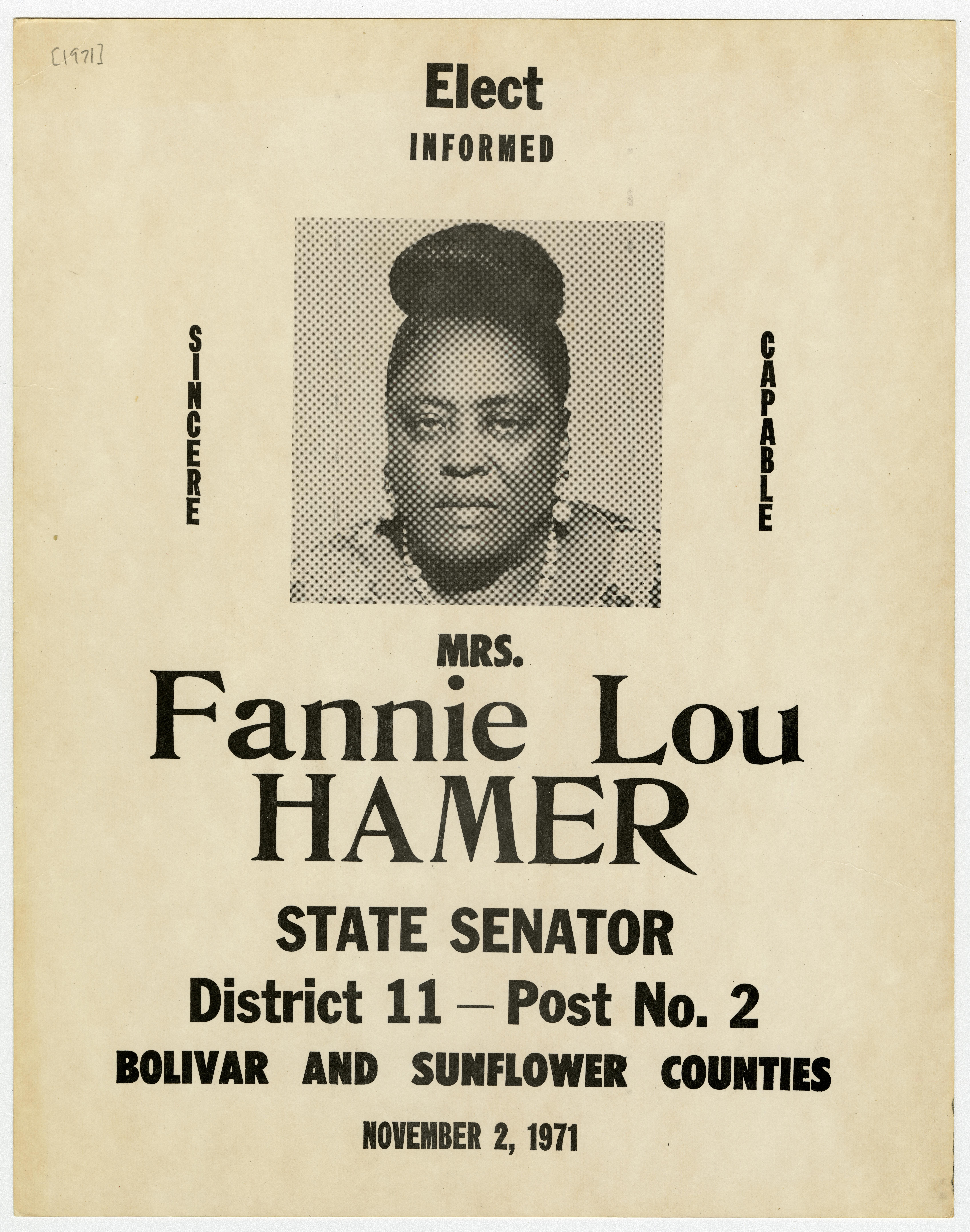
Verkiezingsposter uit 1971 voor State Senator van Mississippi

In 1965 trad Hamer op als eiser in een rechtszaak die ertoe leidde dat het Amerikaanse Hof van Beroep voor het 5e circuit de uitslagen van de lokale verkiezingen in Moorhead en Sunflower het jaar erop terzijde schoof, omdat het een substantieel deel van de zwarte bevolking moeilijk of onmogelijk was gemaakt om te stemmen.
Van 1968 tot 1971 was Hamer lid van het Democratisch Nationaal Comité. In 1969 richtte ze de Freedom Farms Corporation op. Hamer was ervan overtuigd dat het verstrekken van voedselbonnen, geld of voedsel slechts een kortetermijnoplossing was waarbij de armen bovendien continu in onzekerheid bleven verkeren over hun toekomst. Op een reis in Afrika was Hamer geïnspireerd geraakt door de vele (zwarte) mensen die in hun eigen levensbehoeften konden voorzien. De Freedom Farm maakte het voor gezinnen mogelijk om blijvend voor zichzelf te zorgen. De boerderij bediende ongeveer 650 gezinnen.
In 1971 was Hamer medeoprichter van het National Women's Political Caucus (NWPC). Op de oprichtingsconferentie zocht ze sponsoren voor haar verkiezingscampagne voor het senatorschap van Mississippi; het NWPC had op haar beurt baat bij associatie met een zwarte, vrouwelijke burgerrechtenactiviste. Jongere zwarte vrouwen verweten Hamer dat ze zich liet gebruiken door het NWPC, omdat ze meenden dat de organisatie van witte feministen meer baat had aan de samenwerking dan Hamer zelf.
Hamer droeg bij aan de National Council of Negro Women en diverse goededoelenorganisaties om de positie van achtergestelde minderheden te verbeteren. Deze organisatie richtte in 1970 het Fannie Lou Hamer Day Care Center op, waar Hamer voorzitter van werd. Ze gaf diverse lezingen, waarvan ze de opbrengsten veelal doneerde. Ook ging ze, zelfs toen ze al ernstig ziek was, mee naar de rechtbank om het op te nemen voor alleenstaande moeders, die als 'slechte voorbeelden' geen baan konden krijgen op openbare scholen.
Hamer leed aan obesitas en had een hoge bloeddruk. Uiteindelijk werd borstkanker geconstateerd, waar ze op 14 maart 1977 aan overleed.

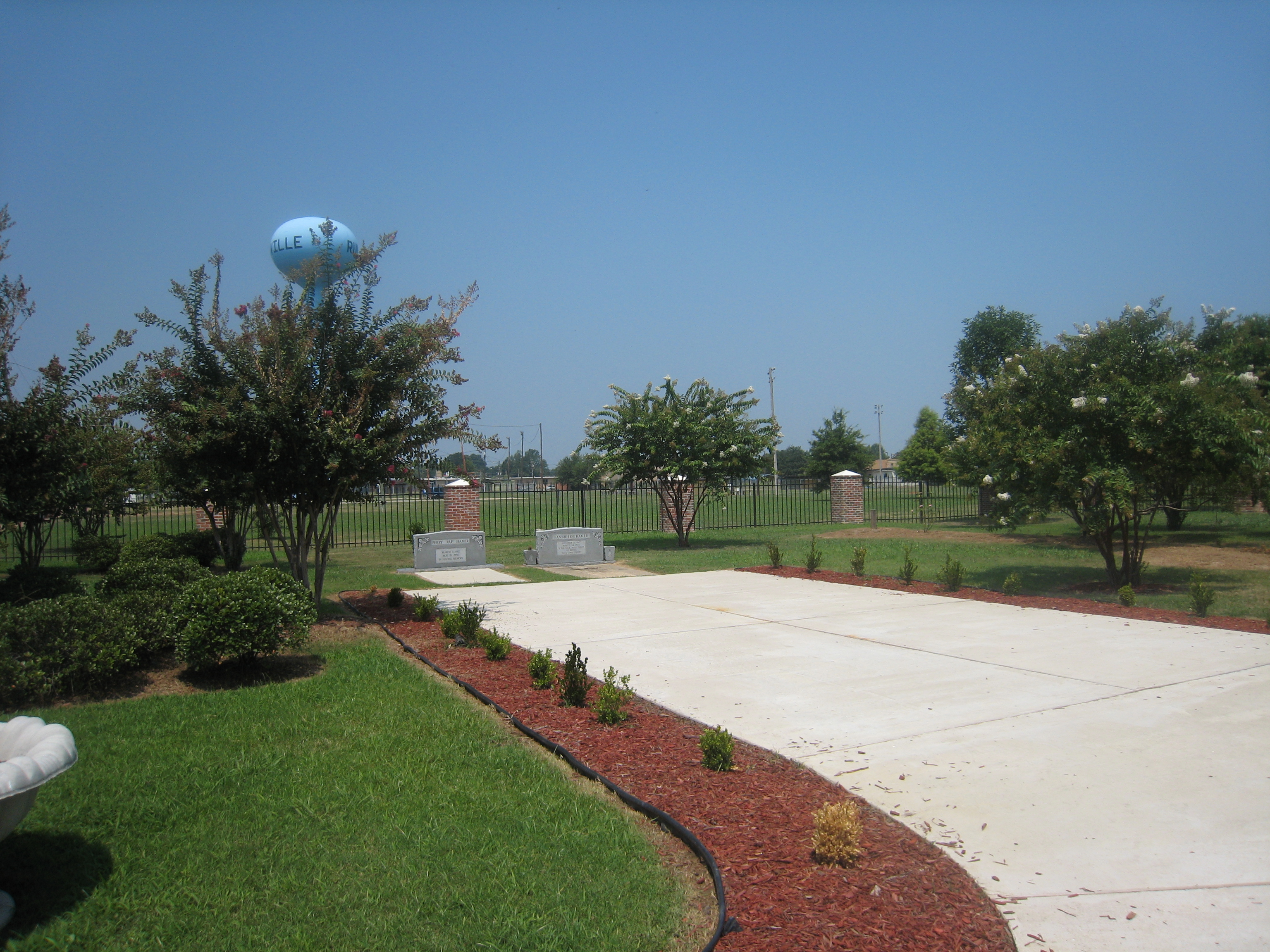
De graven van Fannie Lou en haar man Perry "Pap" in de Fannie Lou Hamer Memorial Garden in Ruleville

## Eerbetoon en nagedachtenis
Hamer werd begraven in Ruleville, dat jarenlang haar woonplaats was. Haar graftekst luidt "I am sick and tired of being sick and tired", een zin die Hamer in haar leven vaak uitgesproken had. Het graf bevindt zich in de Fannie Lou Hamer Memorial Garden, waarin tevens een standbeeld werd opgericht. 
Nog tijdens haar leven verleenden meerdere colleges en universiteiten Hamer een eredoctoraat. In 1993 werd Hamer opgenomen in de Amerikaanse National Women's Hall of Fame. 
- Bibsys: 2085132
- Bibliothèque nationale de France: cb16156853f (data)
- CiNii: DA19649057
- Gemeinsame Normdatei: 121757455
- International Standard Name Identifier: 0000 0000 7252 8286
- Library of Congress Control Number: n79151531
- MusicBrainz: 2e45de22-465f-437b-bcff-e8207c1e9e41
- National Archives and Records Administration: 10581195
- Nationale Bibliotheek van Tsjechië: ola20201069480
- Nationale Bibliotheek van Israël: 987007317395905171
- Nederlandse Thesaurus van Auteursnamen: 213722984
- SNAC: w6rb7drk
- Système universitaire de documentation: 13952827X
- Virtual International Authority File: 145149294296880521440